# Resolutie 767 Veiligheidsraad Verenigde Naties
Resolutie 767 van de Veiligheidsraad van de Verenigde Naties werd unaniem goedgekeurd op 27 juli 1992.

## Achtergrond
In 1960 werden de voormalige kolonies Brits Somaliland en Italiaans Somaliland onafhankelijk en samengevoegd tot Somalië. In 1969 greep het leger de macht en werd Somalië een socialistisch-islamitisch land. In de jaren 1980 leidde het verzet tegen het totalitair geworden regime tot een burgeroorlog en in 1991 viel het centrale regime. Vanaf dan beheersten verschillende groeperingen elke een deel van het land en enkele delen scheurden zich ook af van Somalië.

## Inhoud

### Waarnemingen
De Veiligheidsraad overwoog de kwestie-Somalië op vraag van dat land zelf. De secretaris-generaal had gemeld dat alle partijen in Mogadishu akkoord gingen met het inzetten van 50 militaire waarnemers waarvan de eerste voorhoede al op 5 juli was aangekomen, op 23 juli gevolgd door de rest.
De Veiligheidsraad was bezorgd over de wapendracht door burgers en de opgang van struikroverij en de sporadische uitbraak van geweld wat tot onveiligheid leidde. De humanitaire omstandigheden in Somalië waren aan het verslechteren en er was nood aan hulpgoederen doorheen het hele land.

### Handelingen
De secretaris-generaal mocht alle middelen, waaronder een luchtbrug, aanwenden om in de levering van hulpgoederen aan de bevolking, die door uithongering werd bedreigd, te voorzien. Bij de vechtende partijen werd aangedrongen de veiligheid van het VN-personeel en dat van de hulporganisaties te respecteren en samen te werken met Verenigde Naties. Aan de internationale gemeenschap werd opnieuw een oproep tot een bijdrage gedaan.
De secretaris-generaal werd gevraagd zich verder in te spannen voor een einde aan het geweld en het onderhouden van een staakt-het-vuren ter bevordering van de levering van hulpgoederen en voor een oplossing van het conflict. Ook moest strikt worden toegezien op het wapenembargo dat tegen Somalië was ingesteld.
Het voorstel van de secretaris-generaal om Somalië in te delen in vier operationele zones werd goedgekeurd als deel van de VN-operatie UNOSOM. Ook diens beslissing om een technisch team te sturen werd gesteund.

## Verwante resoluties
- Resolutie 746 Veiligheidsraad Verenigde Naties
- Resolutie 751 Veiligheidsraad Verenigde Naties
- Resolutie 775 Veiligheidsraad Verenigde Naties
- Resolutie 794 Veiligheidsraad Verenigde Naties

Lijst ·  726 ·  727 ·  728 ·  729 ·  730 ·  731 ·  732 ·  733 ·  734 ·  735 ·  736 ·  737 ·  738 ·  739 ·  740 ·  741 ·  742 ·  743 ·  744 ·  745 ·  746 ·  747 ·  748 ·  749 ·  750 ·  751 ·  752 ·  753 ·  754 ·  755 ·  756 ·  757 ·  758 ·  759 ·  760 ·  761 ·  762 ·  763 ·  764 ·  765 ·  766 ·  767 ·  768 ·  769 ·  770 ·  771 ·  772 ·  773 ·  774 ·  775 ·  776 ·  777 ·  778 ·  779 ·  780 ·  781 ·  782 ·  783 ·  784 ·  785 ·  786 ·  787 ·  788 ·  789 ·  790 ·  791 ·  792 ·  793 ·  794 ·  795 ·  796 ·  797 ·  798 ·  799